# Premio César per la migliore musica da film
Il premio César per la migliore musica da film (César de la meilleure musique écrite pour un film, fino al 1999 César de la meilleure musique) è un premio cinematografico francese assegnato annualmente dall'Académie des arts et techniques du cinéma a partire dal 1976.
I plurivincitori, con tre riconoscimenti, sono Georges Delerue, Michel Portal, Bruno Coulais e Alexandre Desplat.

## Albo d'oro
I vincitori sono indicati in grassetto, a seguire gli altri candidati.

### Anni 1976-1979
- 1976: François de Roubaix - Frau Marlene (Le vieux fusil)
  - Carlos D'Alessio - India song
  - Paul De Senneville e Olivier Toussaint - Un lenzuolo non ha tasche (Un linceul n'a pas de poches)
  - Antoine Duhamel e Philippe d'Orléans - Che la festa cominci... (Que la fête commence)
- 1977: Philippe Sarde - Barocco
  - Georges Delerue - Il genio (Le grand escogriffe)
  - Georges Delerue - Police Python 357
  - Serge Gainsbourg - Je t'aime moi mon plus
  - Philippe Sarde - Il giudice e l'assassino (Le juge et l'assassin)
  - Mort Shuman - A noi le inglesine (À nous les petites Anglaises)
- 1978: Miklós Rózsa - Providence
  - Vladimir Cosma - L'animale (L'animal)
  - Francis Lai - Bilitis
  - Philippe Sarde - L'uomo del fiume (Le crabe tambour)
- 1979: Georges Delerue - Preparate i fazzoletti (Préparez vos mouchoirs)
  - Antoine Duhamel - La chanson de Roland
  - Pierre Jansen - Violette Nozière
  - Philippe Sarde - Una donna semplice (Une histoire simple)

### Anni 1980-1989
- 1980: Georges Delerue - L'amore fugge (L'amour en fuite)
  - Vladimir Cosma - La dérobade - Vita e rabbia di una prostituta parigina (La dérobade)
  - Ennio Morricone - I... come Icaro (I... comme Icare)
  - Philippe Sarde - Tess
- 1981: Georges Delerue - L'ultimo metrò (Le dernier métro)
  - Antoine Duhamel - La morte in diretta (La mort en direct)
  - Serge Gainsbourg - Je vous aime
  - Michel Legrand - Atlantic City, USA (Atlantic City)
- 1982: Vladimir Cosma - Diva
  - Francis Lai e Michel Legrand - Bolero (Les uns et les autres)
  - Ennio Morricone - Joss il professionista (Le professionnel)
  - Philippe Sarde - La guerra del fuoco (La guerre du feu)
- 1983: Michel Portal - Il ritorno di Martin Guerre (Le retour de Martin Guerre) 
  - Michel Colombier - Una camera in città (Une chambre en ville)
  - Vladimir Cosma - Il tempo delle mele 2 (La boum 2)
  - Georges Delerue - La signora è di passaggio (La passante du Sans-Souci)
- 1984: Vladimir Cosma - Ballando ballando (Le bal)
  - Charlélie Couture - Ciao amico (Tchao Pantin)
  - Georges Delerue - L'estate assassina (L'été meurtrier)
  - Serge Gainsbourg - Equateur - L'amante sconosciuta (Équateur)
- 1985: Michel Portal - Les cavaliers de l'orage
  - Hans Werner Henze - L'amour à mort
  - Bernard Lavilliers - Rue barbare
  - Michel Legrand - Amore e musica (Paroles et musique)
- 1986: Astor Piazzolla e José Luis Castiñeira de Dios - Tangos - L'esilio di Gardel (Tangos, l'exil de Gardel)
  - Claude Bolling - Shocking Love (On ne meurt que 2 fois)
  - Michel Portal - La donna che ci separa (Bras de fer)
  - Éric Serra - Subway
- 1987: Herbie Hancock - Round Midnight - A mezzanotte circa (Autour de Minuit) 
  - Serge Gainsbourg - Lui portava i tacchi a spillo (Tenue de soirée)
  - Jean-Claude Petit - Jean de Florette
  - Gabriel Yared - Betty Blue (37°2 le matin)
- 1988: Michel Portal - Champ d'honneur
  - Philippe Sarde - Les Innocents
  - Gabriel Yared - Agent trouble - L'ultima corsa (Agent trouble)
- 1989: Éric Serra - Le grand bleu
  - Francis Lai - Una vita non basta (Itinéraire d'un enfant gâté)
  - Gabriel Yared - Camille Claudel

### Anni 1990-1999
- 1990: Oswald d'Andrea - La vita e niente altro ( La vie et rien d'autre) 
  - Michael Nyman - L'insolito caso di Mr. Hire (Monsieur Hire)
  - Gérard Torikian - Un mondo senza pietà (Un monde sans pitié)
- 1991: Jean-Claude Petit - Cyrano de Bergerac
  - Vladimir Cosma - Le château de ma mère
  - Vladimir Cosma - La gloire de mon père
  - Éric Serra - Nikita
- 1992: Jordi Savall - Tutte le mattine del mondo (Tous les matins du monde) 
  - Carlos D'Alessio - Delicatessen
  - Jean-Claude Petit - Mayrig
  - Zbigniew Preisner - La doppia vita di Veronica (La double vie de Véronique)
- 1993: Gabriel Yared - L'amante (L'amant)  
  - René-Marc Bini - Notti selvagge (Les nuits fauves)
  - Georges Delerue - Diên Biên Phú
  - Patrick Doyle - Indocina (Indochine)
- 1994: Khaled Barkat - Un, due, tre stella! (Un, deux, trois, soleil) 
  - Eric Lévi - I visitatori (Les visiteurs)
  - Zbigniew Preisner - Tre colori: Film Blu (Trois couleurs: Bleu)
  - Jean-Louis Roques - Germinal
- 1995: Zbigniew Preisner - Tre colori: Film Rosso (Trois couleurs: Rouge)  
  - Philippe Sarde - Eloise, la figlia di D'Artagnan (La Fille de D'Artagnan)
  - Éric Serra - Léon
  - Goran Bregović - La regina Margot (La Reine Margot)
- 1996: Zbigniew Preisner, Serge Gainsbourg e Michel Colombier - Élisa
  - Angelo Badalamenti - La città perduta (La cité des enfants perdus)
  - Jean-Claude Petit - L'ussaro sul tetto (Le hussard sur le toit)
  - Philippe Sarde - Nelly e Mr. Arnaud (Nelly et monsieur Arnaud)
- 1997: Bruno Coulais - Microcosmos - Il popolo dell'erba (Microcosmos) 
  - René-Marc Bini - Profumo d'Africa (Les caprices d'un fleuve)
  - Alexandre Desplat - Un héros très discret
  - Antoine Duhamel - Ridicule
- 1998: Bernardo Sandoval - Western - Alla ricerca della donna ideale (Western)  
  - Bruno Fontaine - Parole, parole, parole... (On connaît la chanson)
  - Philippe Sarde - Il cavaliere di Lagardère (Le bossu)
  - Jordi Savall - Marquise
  - Éric Serra - Il quinto elemento (Le cinquième élément)
- 1999: Tony Gatlif - Gadjo dilo - Lo straniero pazzo (Gadjo Dilo)
  - Akhenaton - Taxxi (Taxi)
  - Francis Lai e Claude Bolling - Per caso o per azzardo (Hasards ou coïncidences)
  - Philippe Miller - Jeanne et le garçon formidable

### Anni 2000-2009
- 2000: Bruno Coulais - Himalaya - L'infanzia di un capo (Himalaya, l'enfance d'un chef) 
  - Pierre Bachelet - I ragazzi del Marais (Les enfants du Marais)
  - Patrick Doyle - Est-ovest - Amore-libertà (Est-Ouest)
  - Éric Serra - Giovanna d'Arco (Jeanne d'Arc)
- 2001: Tomatito, Sheikh Ahmad Al Tuni, La Caita e Tony Gatlif - Vengo - Demone Flamenco (Vengo - Dunde del viento)
  - John Cale - Saint-Cyr
  - Bruno Coulais - I fiumi di porpora (Les rivières pourpres)
  - David Whitaker - Harry, un amico vero (Harry, un ami qui vous veut du bien)
- 2002: Yann Tiersen - Il favoloso mondo di Amélie (Le fabuleux destin d'Amélie Poulain) 
  - Bruno Coulais - Il popolo migratore (Le peuple migrateur)
  - Alexandre Desplat - Sulle mie labbra (Sur mes lèvres)
  - Joseph LoDuca - Il patto dei lupi (Le pacte des loups)
- 2003: Wojciech Kilar - Il pianista (The Pianist) 
  - Armand Amar - Amen. (Amen)
  - Antoine Duhamel - Laissez-passer (Laissez-passer)
  - Krishna Levy - 8 donne e un mistero (8 Femmes)
- 2004: Benoît Charest - Appuntamento a Belleville (Les triplettes de Belleville) 
  - Stephan Eicher - Monsieur N.
  - Bruno Fontaine - Mai sulla bocca (Pas sur la bouche)
  - Gabriel Yared - Bon Voyage
- 2005: Bruno Coulais - Les choristes - I ragazzi del coro (Les choristes) 
  - Angelo Badalamenti - Una lunga domenica di passioni (Un long dimanche de fiançailles)
  - Tony Gatlif e Delphine Mantoulet - Exils
  - Nicola Piovani - L'équipier
- 2006: Alexandre Desplat - Tutti i battiti del mio cuore (De battre mon cœur s'est arrêté) 
  - Armand Amar - Vai e vivrai (Va, vis et deviens)
  - Philippe Rombi - Joyeux Noël
  - Émilie Simon - La marcia dei pinguini (La marche de l'empereur)
- 2007: Mathieu Chedid - Non dirlo a nessuno (Ne le dis à personne) 
  - Armand Amar - Days of Glory (Indigènes)
  - Jérôme Lemonnier - La voltapagine (La tourneuse de pages)
  - Mark Snow - Cuori (Coeurs)
  - Gabriel Yared - Azur e Asmar (Azur et Asmar)
- 2008: Alex Beaupain - Les chansons d'amour
  - Alexandre Desplat - Giorni di guerra (L'Ennemi intime)
  - Archie Shepp - Faut que ça danse!
  - Olivier Bernet - Persepolis
  - Zbigniew Preisner - Un secret
- 2009: Michael Galasso - Séraphine
  - Jean-Louis Aubert - Ti amerò sempre (Il y a longtemps que je t'aime)
  - Marco Beltrami e Marcus Trumpp - Nemico pubblico N. 1 - L'istinto di morte (Mesrine: L'instinct de mort) / Nemico pubblico N. 1 - L'ora della fuga (Mesrine: L'ennemi public n° 1)
  - Sinclair - Le Premier Jour du reste de ta vie
  - Reinhardt Wagner - Paris 36 (Faubourg 36)

### Anni 2010-2019
- 2010: Armand Amar - Il concerto (Le Concert)
  - Alex Beaupain - Non ma fille, tu n'iras pas danser
  - Alexandre Desplat - Il profeta (Un prophète)
  - Cliff Martinez - À l'origine
  - Nicola Piovani - Welcome
- 2011: Alexandre Desplat - L'uomo nell'ombra (The Ghost Writer)
  - Bruno Coulais - La vita negli oceani (Océans)
  - Grégoire Hetzel - L'albero (L'Arbre)
  - Delphine Mantoulet e Tony Gatlif - Liberté
  - Yarol Poupaud - Noi, insieme, adesso - Bus Palladium (Bus Palladium)
  - Philippe Sarde - La princesse de Montpensier
- 2012: Ludovic Bource - The Artist
  - Alex Beaupain - Les Bien-aimés
  - Bertrand Bonello - L'Apollonide - Souvenirs de la maison close
  - -M- e Patrice Renson - Un mostro a Parigi (Un Monstre à Paris)
  - Philippe Schoeller - Il ministro - L'esercizio dello Stato (L'Exercice de l'État)
- 2013: Alexandre Desplat – Un sapore di ruggine e ossa (De rouille et d'os)
  - Bruno Coulais – Les Adieux à la Reine
  - Gaëtan Roussel – Camille redouble
  - Philippe Rombi – Nella casa (Dans la maison)
  - Rob ed Emmanuel d'Orlando – Tutti pazzi per Rose (Populaire)
- 2014: Martin Wheeler - Michael Kohlhaas
  - Jorge Arriagada - Molière in bicicletta (Alceste à bicyclette)
  - Loïk Dury e Christophe Minck - Rompicapo a New York (Casse-tête chinois)
  - Etienne Charry - Mood Indigo - La schiuma dei giorni (L'Écume des jours)
  - Alexandre Desplat - Venere in pelliccia (La Vénus à la fourrure)
- 2015: Amine Bouhafa - Timbuktu
  - Para One - Diamante nero (Bande de filles)
  - Béatrice Thiriet - Bird People
  - Lionel Flairs, Benoît Rault e Philippe Deshaies - The Fighters - Addestramento di vita (Les Combattants)
  - Ibrahim Maalouf - Yves Saint Laurent
- 2016: Warren Ellis - Mustang
  - Raphaël - Les Cowboys
  - Ennio Morricone - En mai, fais ce qu'il te plaît
  - Stephen Warbeck - Mon roi - Il mio re (Mon roi)
  - Grégoire Hetzel - I miei giorni più belli (Trois souvenirs de ma jeunesse)
- 2017: Ibrahim Maalouf - Dans les forêts de Sibérie
  - Gabriel Yared - Mister Chocolat (Chocolat)
  - Anne Dudley - Elle
  - Philippe Rombi - Frantz
  - Sophie Hunger - La mia vita da Zucchina (Ma vie de Courgette)
- 2018: Arnaud Rebotini - 120 battiti al minuto (120 battements par minute)
  - Christophe Julien - Ci rivediamo lassù (Au revoir là-haut)
  - Jim Williams - Raw - Una cruda verità (Grave)
  - Myd - Petit paysan - Un eroe singolare (Petit Paysan)
  - Matthieu Chedid - Visages villages (Visages, villages)
- 2019: Vincent Blanchard e Romain Greffe - Guy
  - Anton Sanko - Quel giorno d'estate (Amanda)
  - Camille Bazbaz - Pallottole in libertà (En liberté!)
  - Alexandre Desplat - I fratelli Sisters (The Sisters Brothers)
  - Pascal Sangla - In mani sicure - Pupille (Pupille)
  - Grégoire Hetzel - Un amour impossible

### Anni 2020-2029
- 2020: Dan Levy – Dov'è il mio corpo? (J'ai perdu mon corps)
  - Fatima Al Qadiri – Atlantique
  - Marco Casanova e Kim Chapiron – I miserabili (Les Misérables)
  - Alexandre Desplat – L'ufficiale e la spia (J'accuse)
  - Grégoire Hetzel – Roubaix, una luce nell'ombra (Roubaix, une lumière)
- 2021: Rone – La Nuit venue
  - Stephen Warbeck – DNA - Le radici dell'amore (ADN)
  - Mateï Bratescot – Io, lui, lei e l'asino (Antoinette dans les Cévennes)
  - Jean-Benoît Dunckel – Estate '85 (Été 85)
  - Christophe Julien – Adieu les cons
- 2022: Sparks – Annette
  - Warren Ellis e Nick Cave – La pantera delle nevi (La Panthère des neiges)
  - Guillaume Roussel – BAC Nord
  - Philippe Rombi – Black Box - La scatola nera (Boîte noire)
  - Rone – Parigi, 13Arr. (Les Olympiades)
- 2023: Irène Drésel – Full Time - Al cento per cento (À plein temps)
  - Alexandre Desplat – Cut! Zombi contro zombi (Coupez!)
  - Grégoire Hetzel – L'innocente (L'Innocent)
  - Olivier Marguerit – La notte del 12 (La Nuit du 12)
  - Marc Verdaguer e Joe Robinson – Pacifiction - Un mondo sommerso (Pacifiction - Tourment sur les îles)
  - Anton Sanko – Passeggeri della notte (Les Passagers de la nuit)
- 2024: Andrea Laszlo De Simone – The Animal Kingdom (Le Règne animal)
  - Delphine Malausséna – Chien de la casse
  - Guillaume Roussel – I tre moschettieri - D'Artagnan (Les Trois Mousquetaires: D'Artagnan) e I tre moschettieri - Milady (Les Trois Mousquetaires: Milady)
  - Vitalic – Disco Boy
  - Gabriel Yared – Il coraggio di Blanche (L'Amour et les Forêts)
- 2025: Camille e Clément Ducol – Emilia Pérez
  - Jon Brion – L'amore che non muore (L'Amour ouf)
  - Linda e Charlie Courvoisier – Vingt Dieux
  - Alexandre Desplat – Il dono più prezioso (La Plus Précieuse des marchandises)
  - Jérôme Rebotier – Il conte di Montecristo (Le Comte de Monte-Cristo)